# Diadectidae

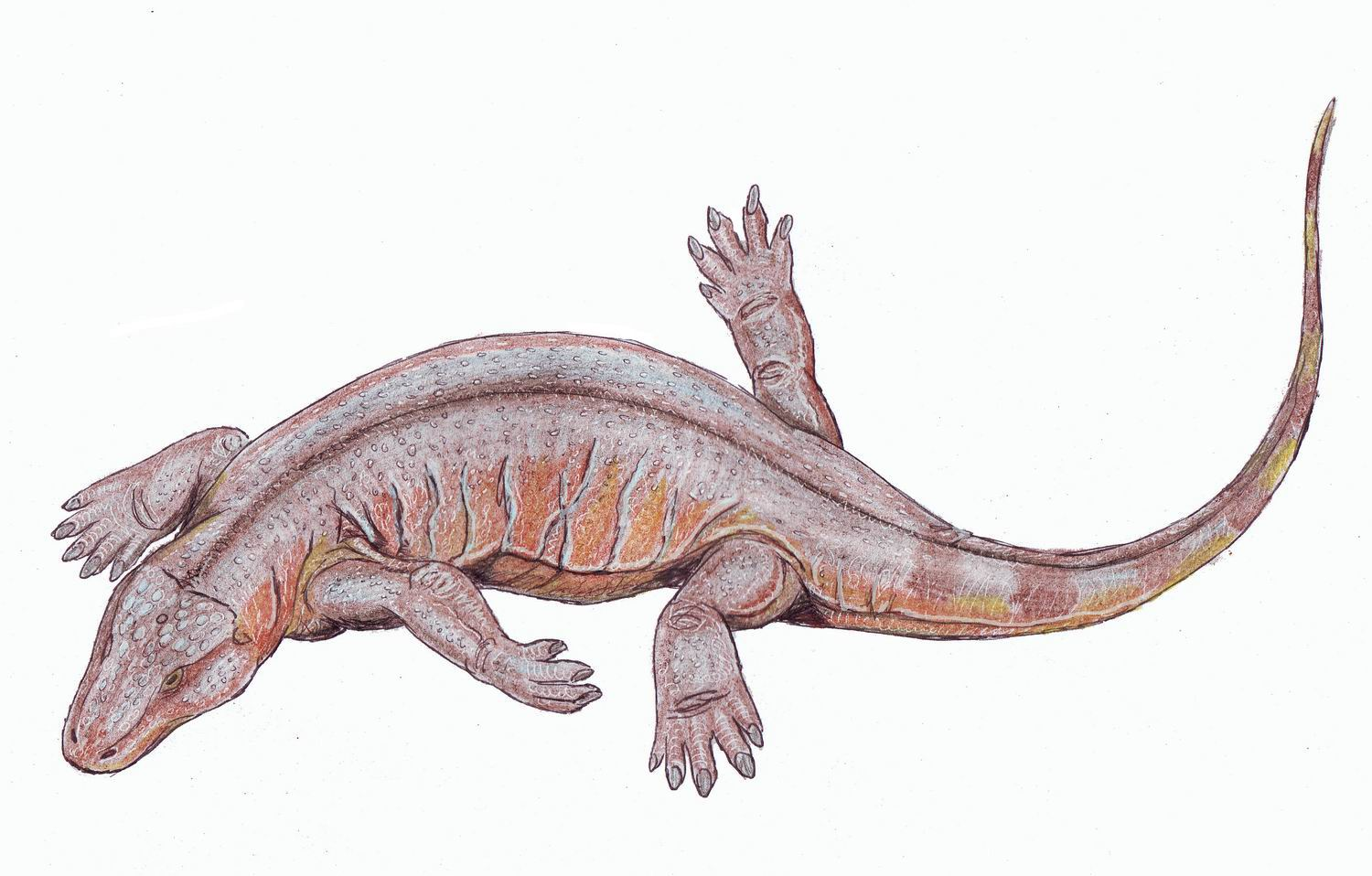
Orobates

Diadectidae – rodzina dużych, przypominających gady czworonogów zamieszkujących Euroamerykę w karbonie i wczesnym permie oraz obszar dzisiejszych Chin w późnym permie. Były to pierwsze roślinożerne czworonogi, jak również pierwsze w pełni lądowe zwierzęta zdolne osiągać znaczne rozmiary. Reprezentują one ważne stadium w ewolucji kręgowców, a także ekosystemów lądowych.
Najbardziej znany przedstawiciel grupy, Diadectes, był silnie zbudowanym zwierzęciem dorastającym do 3 m długości. Oprócz niego wyróżnia się jeszcze kilka rodzajów opisanych na podstawie fragmentarycznych szczątków.

## Rodzaje
- Alveusdectes[1]
- Ambedus[2]
- Desmatodon
- Diadectes
- Diasparactus
- Orobates
- Stephanospondylus